# Peperomia velloziana
Peperomia velloziana är en pepparväxtart som beskrevs av Friedrich Anton Wilhelm Miquel. Peperomia velloziana ingår i släktet peperomior, och familjen pepparväxter. Inga underarter finns listade i Catalogue of Life.